# ATS D7
L'ATS D7 fu una monoposto di Formula 1 che corse nella stagione 1984. Fu pilotata da Manfred Winkelhock e da Gerhard Berger.
Spinta da un motore turbo BMW, fu concepita da Gustav Brunner, come evoluzione della precedente D6. Il telaio monoscocca fu realizzato in fibra di carbonio e grazie alla potenza del propulsore tedesco ottenne sempre discreti risultati in qualifica. Quest'ultimo era un BMW M12 gestito da un cambio ATS-Hewland a cinque rapporti che erogava una potenza di 750 cv e 480 Nm di coppia. L'impianto frenante era costituito da freni a disco.
Proprio il cambio inadatto alle notevoli potenze del turbo, unito a problemi interni alla squadra (Brunner se ne andò dopo l'ennesimo litigio con il titolare del team, Gunther Schmidt durante i test in Brasile ad inizio stagione per passare all'Alfa Romeo)
La stagione non andò per il meglio e la squadra non ottenne nemmeno un punto in classifica, nonostante un sesto posto di Berger al GP d'Italia che però non fu conteggiato in quanto ottenuto dalla seconda vettura non iscritta al campionato. Litigi interni alla squadra e la prossima cessione della società di cui la scuderia era emanazione penalizzarono il progetto D7 ed al termine della stagione 1984 la ATS si ritirò dalla Formula 1, anche per il rifiuto di BMW di continuare la fornitura di motori.